# Chiesa di San Giorgio al Pozzo bianco
La chiesa di San Giorgio al Pozzo Bianco, indicata anche come San Giorgio Alamanno e più anticamente San Giorgio in Nocetta, era una chiesa di Milano. Situata nell'attuale via San Pietro all'Orto, la chiesa fu demolita alla fine del XVIII secolo.

## Storia e descrizione
Sull'origine del nome vi sarebbero due ipotesi: una prima ipotesi vedrebbe il nome dato dalla presenza nelle vicinanze della chiesa di un pozzo in marmo bianco, mentre la seconda spiegherebbe l'appellativo come derivato dall'omonimo cognome di una nobile famiglia. La chiesa era originariamente conosciuta con il nome di "San Giorgio alla Nocetta" per la presenza di una pianta di noce nelle sue immediate vicinanze, per essere rinominata come "San Giorgio Alamanno" dal nome dell'arcivescovo Adelmano di Milano, che avrebbe fatto rifabbricare la chiesa nel 940 e vi fu sepolto alla sua morte. Altre fonti indicano invece la chiesa come direttamente fondata dall'arcivescovo nel 951.
Se si tiene per buono il primo nome ("alla Nocetta") l'origine della chiesa sembrerebbe più antica: la chiesa sarebbe esistita già dal VI secolo in quanto vi fu sepolto Sant'Onorato di Milano. Secondo lo storico Giorgio Giulini tuttavia, questa ricostruzione nascerebbe dall'equivoco nella traduzione dal latina di alcune iscrizioni che parlavano della sepoltura di Sant'Onorato: la frase "depositum est ad Nucetam, in ecclesia Sancti Georgii" leggibile nei documenti sarebbe stata tradotta "è sepolto nella chiesa di San Giorgio alla Noceta" anziché "è sepolto alla Noceta (ovvero nella moderna Nosedo, in periferia di Milano), nella chiesa di San Giorgio".
Adelmano, alla sua morte, lasciò un importante legato alla chiesa con cui pare che sia stata eretta una statua in suo onore con le sue sembianze: una volta all'anno la statua sarebbe stata decorata con paramenti bianchi e neri. Secondo il Latuada tale statua si trattava in realtà di un'opera risalente all'antica Roma: tale ipotesi fu avvalorata anche dal Giulini, che tuttavia osservò come la statua avesse il "capo raso con una sola corona di capelli, come lo avevano gli ecclesiastici antichi" e che la testa e il corpo parevano scolpiti da due mani diverse, da cui l'ipotesi che all'antica statua romana fosse stata staccata la testa e sostituita con una più rassomigliante all'arcivescovo. Tale statua, definitivamente ascritta all'arte romana, è conosciuta oggi come Uomo di pietra ed è esposta in corso Vittorio Emanuele. Le notizie circa la statua e l'erezione della chiesa da parte del vescovo Adelmanno vengono tramandate da dei documenti della famiglia dei Menclozzi: lo storico Giampiero Bognetti riuscì tuttavia a ricostruire come l'attribuzione della fondazione della chiesa, così come la discendenza di tale famiglia dall'arcivescovo, nacque molti anni dopo e fu un'invenzione della stessa famiglia.
Della chiesa si hanno nuovamente testimonianze in un documento del XII secolo, dove viene finalmente indicata con l'appellativo di "Pozzo bianco". Nel XVIII secolo la chiesa appariva come malconcia e la facciata non dava direttamente sulla strada, bensì era visibile dopo aver superato un anonimo ingresso che recava la scritta "S. Georgii ad Puteum Album". La chiesa conservava un numero elevatissimo di reliquie, tra cui venivano elencate ancora nel XVIII secolo quelle di san Giorgio, san Silvestro Papa, san Lorenzo, santi Giovanni e Paolo, santi Gervasio e Protasio, San Geronzio, Sant'Ampelio di Milano, San Galdino, Santa Caterina, assieme ad altre non elencate. L'interno presentava un unico altare decorato da una tavola dei Fiammenghini.
La chiesa appariva come titolare dell'omonima parrocchia già nel XV secolo, dove veniva anche indicato il giuspatronato della famiglia Menclozzi: la parrocchia compare in documenti ufficiali della diocesi di Milano ancora nel 1768 e nel 1781. La parrocchia di San Giorgio al Pozzo Bianco fu soppressa nel 1787.